# 极东锦鸡儿
极东锦鸡儿（学名：Caragana fruticosa），为豆科锦鸡儿属下的一个植物种。